# Campeonato Mundial de Esportes Aquáticos de 2015
O Campeonato Mundial de Esportes Aquáticos de 2015 foi a décima sexta edição do Campeonato Mundial de Esportes Aquáticos organizado pela FINA, que foi realizado na cidade de Cazã,na Rússia, entre os dias 24 de julho e 9 de agosto de 2015. As competições foram realizadas em cinco modalidades (natação, maratona aquática em águas abertas, saltos ornamentais e mergulho de penhasco, nado sincronizado e pólo aquático), em três locais de competição.
O Campeonato Mundial de Esportes Aquáticos nunca foi realizado na Rússia, sendo esta a primeira vez. Também pela primeira vez foi incluso um par misto (feminino-masculino) de duetos no nado sincronizado. Este evento é um dos eventos de qualificação para os Jogos Olímpicos de 2016.

## Processo de candidatura
Foi anunciado em 15 de julho de 2011, no bienal Congresso Geral da FINA, durante o Campeonato Mundial de Esportes Aquáticos de 2011 em Shanghai,na República Popular da China. Cazã derrotou as rivais Guadalajara, Hong Kong, Guangzhou e Montreal. As duas últimas cidades retiraram suas propostas pouco antes da votação.
- Guadalajara
- Hong Kong
- Guangzhou
- Montreal

## Participantes
Um total de 2400 atletas de 190 nações e territórios, sendo 66 qualificados (30 de Europa, 16 das Américas, 13 de Ásia, 4 da África, e 3 da Oceania) estão participando do evento. Os 12 países com o maior número de participantes são Austrália, Brasil, China, França, Alemanha, Grã-Bretanha, Grécia, Hungria, Itália, Japão, Rússia e Estados Unidos.
- Albânia
- Argélia
- Samoa Americana
- Andorra
- Angola
- Antilhas Holandesas
- Argentina (25)
- Austrália (89)
- Áustria (15)
- Azerbaijão
- Bahamas (1)
- Brunei
- Bangladesh
- Barbados
- Bielorrússia (6)
- Bélgica (11)
- Bolívia (4)
- Bósnia e Herzegovina
- Botswana
- Brasil (83)
- Brunei
- Bulgária (2)
- Burquina Fasso
- Burundi
- Camboja
- Canadá (41)
- República Centro-Africana
- Chile (8)
- China (90)
- Taipé Chinesa
- Colômbia (19)
- Comores
- República do Congo
- República Democrática do Congo
- Ilhas Cook (2)
- Costa Rica (4)
- Croácia (17)
- Chipre
- Cuba (4)
- Chéquia (16)
- Dinamarca (6)
- Coreia do Norte (14)
- Djibuti
- República Dominicana
- Equador (6)
- Egito (11)
- El Salvador
- Estónia
- Etiópia
- Ilhas Feroé
- Estados Federados da Micronésia
- Fiji
- Finlândia (15)
- França (63)
- Gâmbia
- Geórgia
- Alemanha (53)
- Gana
- Reino Unido (57)
- Grécia (46)
- Guatemala (4)
- Guiné
- Guiana
- Honduras
- Hong Kong (19)
- Hungria (48)
- Islândia
- Índia (4)
- Indonésia (4)
- Irlanda (2)
- Israel (16)
- Itália (73)
- Costa do Marfim
- Jamaica (1)
- Japão (47)
- Jordânia
- Cazaquistão (18)
- Quênia
- Coreia do Sul (6)
- Kosovo (4)
- Kuwait
- Quirguistão
- Laos
- Letônia
- Líbano
- Lesoto
- Líbia
- Liechtenstein
- Lituânia (1)
- Luxemburgo (1)
- Macau (2)
- Macedônia do Norte
- Madagáscar
- Malásia (19)
- Maldivas
- Mali
- Malta
- Ilhas Marshall
- Ilhas Maurícias
- México (36)
- Moldávia
- Mónaco
- Mongólia
- Montenegro (13)
- Marrocos
- Moçambique
- Namíbia
- Nepal
- Países Baixos (28)
- Curaçau
- Nova Zelândia (11)
- Nicarágua
- Níger
- Nigéria
- Marianas Setentrionais
- Noruega
- Paquistão
- Palau
- Palestina (2)
- Panamá
- Papua-Nova Guiné
- Paraguai
- Peru
- Filipinas
- Polónia (6)
- Portugal (6)
- Porto Rico
- Catar
- Roménia
- Rússia (72) (anfitrião)
- Ruanda
- Santa Lúcia
- São Vicente e Granadinas
- Samoa
- Senegal
- Sérvia (27)
- Seicheles
- Serra Leoa
- Singapura
- Eslováquia (10)
- Eslovênia (10)
- Somália
- África do Sul (17)
- Espanha (45)
- Sri Lanka
- Sudão (4)
- Suécia (13)
- Suíça  (13)
- Síria (2)
- Polinésia Francesa
- Tajiquistão (1)
- Tanzânia
- Tailândia
- Togo
- Tonga
- Trinidad e Tobago (2)
- Tunísia (10)
- Turquia (1)
- Turquemenistão
- Uganda
- Ucrânia (30)
- Emirados Árabes Unidos
- Estados Unidos (91)
- Ilhas Virgens Americanas
- Uruguai (4)
- Uzbequistão (12)
- Venezuela (16)
- Vietname (5)
- Iêmen
- Zâmbia
- Zimbabwe

## Calendário
| ● | Cerimônia de abertura | ● | Competições | 1 | Finais | ● | Cerimônia de encerramento |

| Julho/Agosto de 2015     | 24 sex | 25 sáb | 26 dom | 27 seg | 28 ter | 29 qua | 30 qui | 31 sex | 01 sáb | 02 dom | 03 seg | 04 ter | 05 qua | 06 qui | 07 sex | 08 sáb | 09 dom | Final por esportes |
| ------------------------ | ------ | ------ | ------ | ------ | ------ | ------ | ------ | ------ | ------ | ------ | ------ | ------ | ------ | ------ | ------ | ------ | ------ | ------------------ |
| Cerimônias               |        |        |        |        |        |        |        |        |        |        |        |        |        |        |        |        |        | –                  |
| Natação                  |        |        |        |        |        |        |        |        |        | 4      | 4      | 5      | 5      | 5      | 5      | 6      | 8      | 42                 |
| Maratona aquática        |        | 2      |        | 1      | 1      |        | 1      |        | 2      |        |        |        |        |        |        |        |        | 7                  |
| Nado sincronizado        |        | 1      | 2      | 1      | ●      | 1      | 2      | 1      | 1      |        |        |        |        |        |        |        |        | 9                  |
| Saltos ornamentais       | ●      | 2      | 1      | 2      | 2      | 1      | 1      | 1      | 1      | 2      |        |        |        |        |        |        |        | 13                 |
| Salto em grandes alturas |        |        |        |        |        |        |        |        |        |        | ●      | 1      | 1      |        |        |        |        | 2                  |
| Polo aquático            |        |        | ●      | ●      | ●      | ●      | ●      | ●      | ●      | ●      | ●      | ●      | ●      | ●      | 1      | 1      |        | 2                  |
| Finais por dia           | –      | 5      | 3      | 4      | 3      | 2      | 4      | 2      | 4      | 6      | 4      | 6      | 6      | 5      | 6      | 7      | 8      | 75                 |

## Quadro de medalhas
País sede destacado.
| Ordem | País            | Ouro | Prata | Bronze |    |
| 1     | China           | 14   | 10    | 8      | 32 |
| 2     | Estados Unidos  | 9    | 6     | 5      | 20 |
| 3     | Rússia          | 9    | 4     | 3      | 16 |
| 4     | Grã-Bretanha    | 6    | 1     | 5      | 12 |
| 5     | Austrália       | 5    | 2     | 5      | 12 |
| 6     | França          | 3    | 1     |        | 4  |
| 7     | Itália          | 2    | 3     | 7      | 12 |
| 8     | Hungria         | 2    | 1     | 2      | 5  |
| 9     | Brasil          | 1    | 4     | 2      | 7  |
| 10    | África do Sul   | 1    | 3     |        | 4  |
| 11    | Alemanha        | 1    | 1     | 4      | 6  |
|       | Japão           | 1    | 1     | 4      | 6  |
| 13    | Suécia          | 1    | 1     |        | 2  |
| 14    | Coreia do Norte | 1    |       | 1      | 2  |
| 15    | Países Baixos   |      | 5     |        | 5  |
| 16    | Canadá          |      | 4     | 1      | 5  |
| 17    | Ucrânia         |      | 2     | 1      | 3  |
| 18    | México          |      | 2     |        | 2  |
| 19    | Polónia         |      | 1     | 2      | 3  |
| 20    | Grécia          |      | 1     | 1      | 2  |
|       | Espanha         |      | 1     | 1      | 2  |
|       | Dinamarca       |      | 1     | 1      | 2  |
| 23    | Lituânia        |      | 1     |        | 1  |
|       | Nova Zelândia   |      | 1     |        | 1  |
| 25    | Malásia         |      |       | 1      | 1  |
|       | Bielorrússia    |      |       | 1      | 1  |
|       | Argentina       |      |       | 1      | 1  |
|       | Jamaica         |      |       | 1      | 1  |
|       | Polónia         |      |       | 1      | 1  |